# No Boundaries (альбом Александра Рыбака)
No Boundaries — второй студийный альбом норвежского музыканта Александра Рыбака. Диск выпущен 18 июня 2010 года. No Boundaries включает в себя 11 композиций различных направлений.

## Список композиций
| №                   | Название            | Длительность |
| ------------------- | ------------------- | ------------ |
| 1.                  | «First Kiss»        | 3:03         |
| 2.                  | «Europe’s Skies»    | 3:44         |
| 3.                  | «I’m in Love»       | 3:57         |
| 4.                  | «Oah»               | 4:19         |
| 5.                  | «Kaja’s Letter»     | 0:39         |
| 6.                  | «5000 Letters»      | 4:31         |
| 7.                  | «Dare I Say»        | 4:31         |
| 8.                  | «Suomi»             | 3:58         |
| 9.                  | «Why Not Me?»       | 3:50         |
| 10.                 | «Barndance»         | 3:21         |
| 11.                 | «Disney Girls»      | 4:14         |
| Общая длительность: | Общая длительность: | 40:07        |

## Кавер-версии
В 2011 году артист сделал белорускоязычный кавер «бел. Небасхіл Еўропы» на песню «англ. Europe's Skies» для компиляции «Будзьма! Тузін. Перазагрузка-2». Татьяна Замировская в рецензии на сборник для журнала «Большой» заключила, что в отличие от русского Александр Рыбак поёт по-белорусски достаточно натурально.

## Чарты
| Чарты (2010)           | Макс. позиция |
| ---------------------- | ------------- |
| Finnish Albums Chart   | 32            |
| Norwegian Albums Chart | 7             |
| Swedish Albums Chart   | 8             |
| Polish Albums Chart    | 12            |